# Анархо-синдикализм

Флаг анархо-синдикалистов.

Ана́рхо-синдикали́зм (от др.-греч. ἀναρχία — безвластие; σύνδικος — защитник, общий; фр. syndicat — профсоюз, союз) — направление в анархизме, созданное Пьером-Жозефом Прудоном и Михаилом Александровичем Бакуниным. В основе анархо-синдикализма лежит идея о том, что только революционные организации трудящихся, базирующиеся на принципах взаимопомощи и коллективного самоуправления, должны и могут способствовать построению нового, действительно справедливого общества.
Сам термин анархо-синдикализм, как считает современный исследователь данного движения Вадим Дамье, возник в России, в десятые годы двадцатого столетия.
Из известных теоретиков анархо-синдикализма можно отметить Рудольфа Роккера, Диего Абада де Сантильяна, Пьера Бенара, Александра Беркмана, Эмилио Лопеса Аранго, Анхеля Пестанья, Исаака Пуэнте, Августина Зухи, Александра Шапиро, Всеволода Волина, Якова Кирилловского (Новомирский Д. И.), Ноама Хомского.

## Сущность анархо-синдикализма
Анархо-синдикализм, или рабочий анархизм, признаёт только низовую, неиерархическую самоорганизацию трудящихся и потому отвергает участие в органах власти, а также политические партии и иерархические рабочие союзы.
Анархо-синдикалисты призывают к развитию навыков самоуправления и солидарности через самоорганизацию в повседневной борьбе за улучшение жизненных условий и расширение прав наёмных работников, против произвола капитала и государства, проводя забастовки и другие подобные акции протеста (так называемые акции «прямого действия»), чтобы подготовить тем самым социальную революцию, которая должна привести к торжеству либертарного (свободного, вольного) коммунизма.
Анархо-синдикалисты считают, что рабочие союзы должны действовать на основе принципа принятия решений всем коллективом, через общие собрания на местах. Они отвергают разделение людей по половому, возрастному, этнонациональному признаку, равно как и любые другие виды сегрегации и дискриминации.
Анархо-синдикализм отвергает все формы партнерства с бизнесом и государством: коллективные трудовые договоры, участие в судах, в выборах в органы государственной власти, соблюдение принципов государственного законодательства в ходе забастовок. Предполагается, что трудящиеся во время забастовочного движения должны развить в себе навыки самоорганизации, презрение к государственным законам и носителям принципа авторитета. Вместо колдоговоров предполагались временные боевые соглашения, согласно которым рабочие вновь приступают к труду после того, как их требования выполнены руководством предприятия, и не берут на себя никаких обязательств перед начальством.

## Главное об анархо-синдикализме
Цели анархо-синдикалистов:
1. Свободное объединение людей в коммуны и их федерации вплоть до всемирного уровня;
2. Организация труда посредством создания ассоциаций производителей;
3. Ликвидация частной собственности и государства — капитализма и иерархии, принуждения, будь то экономическое, или внеэкономическое;
4. Свободное развитие каждой личности во всех её проявлениях.

Рабочие-анархисты организуются в рабочие союзы и общества рабочего сопротивления — межпрофессиональные или по отдельным профессиям, а также территориальные объединения. В таких организациях не должно быть каких-либо вождей, а также «освобождённых», оплачиваемых функционеров.
- Свободное объединение людей в коммуны и их федерации вплоть до всемирного уровня — действуя по принципу горизонтальной самоорганизации люди сами, без чьей бы то ни было указки смогут организовать жизнь так, как они того действительно захотят, и учитывая мнение по возможности каждого отдельного человека, а не узкой группы лиц, как это происходит в государстве или капиталистическом предприятии (фирме), бюрократов, а все решения должны приниматься общими собраниями трудящихся[5].
- Организация труда посредством создания ассоциаций производителей — исходным пунктом является понятие о том, что такое современное положение вещей, когда руководство предприятий распоряжается результатами труда непосредственных производителей является несправедливой, и, по сути, является грабежом трудящихся. Подразумевается, что в обществе либертарного коммунизма производственный процесс будет организовываться и контролироваться непосредственно самими трудящимися, производителями, всем производственным коллективом в целом, а, так как все они являются жителями какой-то области, федерации, коммуны или общины, то и участвовать в непосредственном распоряжении плодами труда должны будут все жители[6].
- Ликвидация частной собственности и государства — капитализма и иерархии, принуждения, будь то экономическое, или внеэкономическое — частная собственность возникла, когда общество стало расслаиваться на угнетённых и угнетателей, и чем больше увеличивался между ними разрыв, тем больше укоренялся институт частной собственности, который способствовал все большему разрыву межличностных отношений, приводя к тому, что человек действительно становился человеку волком[7]. Таким образом ликвидируя данный институт, анархо-синдикалисты добиваются торжества принципа солидарности и ликвидации самого существования классового общества, когда одни люди (власть, правители, буржуазия) заставляют основную массу населения (трудящихся, наемных работников) жить по навязываемым им предписаниям, которые не учитывают мнения большинства, и не способствуют их полноценной самореализации.

Соответственно и государство рассматривается именно как орган насилия и принуждения, в действительности необходимый лишь узкой группе лиц, стремящихся сохранить своё господство.
Уничтожив государство, капиталистические отношения, искоренив в обществе иерархию, а также экономическое и внеэкономическое принуждение анархо-синдикалисты стремятся к созданию общества, живущего в гармонии между всеми его членами, которые сами, коллективно распоряжаются своей судьбой.
- Свободное развитие каждой личности во всех её проявлениях — даже во время расцвета социального государства (которое активно сворачивается с развитием капиталистической глобализации и неолиберализма) люди так и не получили возможности для полноценного самосовершенствования, саморазвития, так как их возможности всегда ограничивались теми пределами, которые устанавливала государственная власть, и что им позволяли экономические возможности (тем более что капитализм подразумевает под собой, что какая-то часть людей всегда будет находиться на социальном дне, лишённая доступа к большинству, если ни ко всем общественным, социальным благам).

Это положение анархо-синдикалисты стремятся исправить, предоставив возможность каждому члену общества для максимально возможного самосовершенствования и развития, которое будет ограничено только ресурсами, возможностями общества.
- Прямое действие, как основа сопротивления. Отказ от участия в государственных выборах, от сотрудничества с судами, от исполнения государственных законов. Прямое действие призвано разрушить страх перед носителями государственной власти, подготовив общество к социальной революции.

## Вехи истории

### Генезис идей и революционный синдикализм
Исторически анархо-синдикализм восходит к работам Пьера Жозефа Прудона и Михаила Бакунина. Однако возник он далеко не сразу. Прудон заложил принципы, на основе которых сформировались идеи анархо-синдикализма:
- федерализм;
- примат экономической борьбы над политической (то есть подчинение политической борьбы экономическим интересам рабочего класса);
- объединение в рабочие ассоциации;
- отрицание капитализма;
- отрицание государственности.

Эти принципы получили дальнейшее развитие в работах Михаила Бакунина. Отсюда проистекают одни из первых мостков к возникшему уже несколько позже анархо-синдикализму.
Собственно идеи и методы, лёгшие впоследствии в основу анархо-синдикализма, были сформулированы во время Первого Интернационала. Особенно ярко это проявилось в бакунистских секциях Интернационала, в Юрской Федерации. Однако Первый Интернационал был расколот по вопросу политической, парламентской борьбы; либертарное крыло, представленное Михаилом Бакуниным, противоположное — Карлом Марксом. Сторонники анархистских идей имели большое влияние на развитие рабочего движения в Испании, Франции, Италии, Бельгии, Нидерландах, и Латинской Америке.
Приблизительно к началу 1890-х годов анархисты оказались маргинальным движением, растерявшим своё влияние. Они были увлечены идеями индивидуального террора и «пропаганды действием», что подкреплялось увлечением идеями популярного тогда Ницше.
Развитие синдикалистского движения во Франции и обращение к нему анархистов способствовало постепенному выходу анархистского движения из кризиса. Французские «биржи труда», которые изначально только фиксировали спрос и предложение труда, быстро стали также и рабочими клубами, культурно-образовательными центрами. В 1892 году биржи объединились с профсоюзной организацией Всеобщая Конфедерация Труда (ВКТ) создав единую ВКТ, базировавшуюся на принципах революционного синдикализма. К 1912 году в ней состояло около 600 тыс. рабочих из 1 миллиона организованных в профсоюзы.
«Амьенская хартия», принятая ВКТ в 1906 году является ключевым текстом в вопросе о развитии революционного синдикализма, отклоняющего парламентаризм в пользу революционной классовой борьбы.
Термины анархо-синдикализм и революционный синдикализм иногда используют как синонимы, однако эти термина несут различную смысловую нагрузку.

«Термин „анархо-синдикалист“ вошел в широкое употребление только в 1921-1922, когда стал применяться полемически, как уничижительное слово коммунистами любым синдикалистам …, кто выступал против усиления контроля над синдикализмом со стороны коммунистических партий» .
Использование термина «анархо-синдикализм» демонстрирует увеличивающийся разрыв между сторонниками так называемого ортодоксального, политического марксизма и участниками профсоюзного движения, которые защищали полную независимость рабочего движения от политических партий после Октябрьской революции. До того времени революционный синдикализм объединял собой представителей различных левых направлений, на классовой основе, без различия партийной принадлежности, как это и провозглашалось Амьенской хартией.
Дальнейшее развитие революционно-синдикалистских идей способствовало широкому развитию и распространению уже собственно анархо-синдикализма.

### Анархо-синдикализм
После того как на рубеже 19-20 столетий анархистское движение оказалось в тупике, выход был найден в анархо-синдикализме:

«Анархо-синдикалистское движение, пришедшее на смену старому анархизму, который исчерпал себя в героических, но бесперспективных террористических акциях, стремительно вышло на политическую сцену. Оно стало олицетворением анархистских идеалов: широкое радикальное рабочее движение, стоящее на платформе отрицания государства и капитализма, выступающее за социальную революцию и использующее тактику «прямого действия»: всевозможные забастовки, вплоть до всеобщей, различный саботаж, бойкот, антимилитаристская пропаганда, вооружённое сопротивление в интересах защиты собственных жизни и свободы» .
Основная часть международного анархо-синдикалистского движения объединена в Международную ассоциацию трудящихся (МАТ) — анархо-синдикалистсий Интернационал, который был создан на учредительном конгрессе, проходившем в Берлине нелегально с 25 декабря 1922 г. по 2 января 1923 г., при этом периодически прерываясь полицейскими рейдами и арестами. Фактически это были наследники антиавторитарного крыла Первого Интернационала.
Наиболее известными и мощными оказались Аргентинская региональная рабочая федерация (ФОРА), Итальянский синдикальный союз (УСИ) а также Национальная конфедерация труда (НКТ) и Федерация анархистов Иберии (ФАИ) в Испании: на учредительном конгрессе МАТ делегаты от ФОРА представляли 200 тысяч членов, УСИ — 500 тысяч, НКТ представлен не был, по причине задержания их делегатов полицией по дороге в Берлин (на тот момент в НКТ состояло несколько сотен тысяч человек. Так, например, испанские анархисты оказались на передовой Испанской Революции и Гражданской войны 1936—1939 годов, проигравшие свою борьбу во многом из-за предательства союзников по антифашистскому лагерю, ударивших весной 1937 года по анархистским тылам, подавив тем самым Революцию. В свою очередь члены итальянской УСИ приняли активное участие в сопротивлении установлению в стране фашистской диктатуры Муссолини, в Аргентине анархо-синдикалисты также активно противодействовали авторитарным силам, а в Германии члены анархо-синдикалистского профсоюзного объединения ФАУД (на учредительном конгрессе МАТ их делегаты представляли 120 тысяч членов) активного участвовали в революционных событиях после Первой мировой войны, и были окончательно раздавлены глубоким экономическим кризисом, охватившим послевоенную Германию, породившим массовую безработицу и обнищание народа.
Ещё одно международное профсоюзное объединение, находящееся под сильным влиянием анархо-синдикализма — Индустриальные рабочие мира (ИРМ). Этот союз был образован в 1905 году и сыграл заметную роль в развитии анархо-синдикализма в Америке.

«В США в 1905 г. по инициативе радикальных профсоюзов была образована организация «Индустриальные рабочие мира» (ИРМ), которая также приобретала все более отчетливый революционно-синдикалистский характер: она ориентировалась на прямое действие, стремилась сочетать выступления за непосредственное улучшение положения рабочих с борьбой за социальную революцию и новое общество, организованное на основе профсоюзов, управляющих производством. В отличие от официальных профсоюзов, ИРМ широко включали в свой состав также неквалифицированных рабочих, иммигрантов, женщин» .
К началу Второй мировой войны анархо-синдикалисты оказались полностью дезорганизованы.

### Послевоенный анархо-синдикализм
По окончании Второй мировой войны, на фоне развития кейнсианского социального государства, возрождение анархизма казалось маловероятным, анархистские идеи были неактуальны, хотя МАТ постепенно восстанавливал свою деятельность.
После войны ИРМ пережил краткий подъем, который закончился уже к 50-м годам. Краткосрочный взлет анархо-синдикализма наблюдался в эти годы и в других странах, но в любом случае все эти организации продолжали оставаться лишь тенями былого движения, объединявшего раньше в своих рядах сотни тысяч, миллионы людей.
Современный анархо-синдикализм мало чем напоминает своих исторических предшественников. Анархо-синдикалисты практически отказались от прямого действия, тесно сотрудничают с судебными органами государства, заключают коллективные договоры с бизнесом, что расценивалось бы историческим анархо-синдикализмом как социальное партнерство с капиталом и государством. Революционный подрывной потенциал анархо-синдикализма утрачен. Современные организации, использующие это название, больше напоминают обыкновенные профсоюзы (тред-юнионы). Никакой угрозы для государства эти организации не представляют.

## Отношение к участию в политике
Синдикалисты в принципе отвергают любую форму парламентской деятельности, любое участие в законодательных органах. Они понимают, что даже самое свободное избирательное право не сможет смягчить зияющие противоречия сегодняшнего общества. Цель парламентской системы в том, чтобы придать ореол законности системе лжи и социальной несправедливости — предоставить рабам возможность поставить на своё рабство штемпель закона.
Анархо-синдикалистская ориентация многих ранних американских профсоюзов сыграла важную роль в формировании американского политического спектра, а наиболее значительным были Индустриальные рабочие мира. Соединенные Штаты — единственная промышленно развитая страна, в которой нет основополагающей политической рабочей партии. Так было не всегда. Например, в 1912 году, Юджин Дебс (один из создателей ИРМ) набрал 6 % голосов в качестве кандидата в президенты от Социалистической партии, что было значительным достижением, если учесть что это произошло за 8 лет до принятия всеобщего избирательного права в США. Некоторые политологи отчасти приписывают отсутствие рабочей партии мажоритарной избирательной системе, имеющей тенденцию поддерживать двухпартийную систему. Это явление иногда упоминается как Закон Дюверже.
Дискуссионным продолжает оставаться история участия представителей Национальной конфедерации труда в республиканском правительстве Народного фронта в годы Гражданской войны в Испании в 1936-1939-го годов. Тогда, в ноябре 1936 года на министерские должности в правительстве Ларго Кабальеро были назначены анархо-синдикалисты Хуан Лопес (министр торговли), Хуан Пейро (министр промышленности), Фредерика Монтсени (министр здравоохранения), Гарсиа Оливер (министр юстиции). Данный политический ход был подвержен резкой критике со стороны многих низовых групп, и в частности группы Друзья Дуррути.

## Критика и ответ на критику
Часть анархистов критиковали традиционный анархо-синдикализм после Второй мировой войны как анахроничный. Так например Мюррей Букчин писал в 1992, выступая против устаревшего, на его взгляд, анархо-синдикалистского представления о работе:

«Столь же „практичным“ и „реалистичным“, каким анархо-синдикализм может показаться, он представляет по моему мнению архаичную идеологию, внедренную в узко экономическое понятие буржуазного интереса, действительно секторного интереса как такового. Он полагается на постоянство таких социальных сил как фабричная система и традиционное классовое сознание индустриального пролетариата, которые радикально уменьшаются в евроамериканском мире в эру неопределимых социальных отношений и как постоянно расширяющихся социальных проблем. На горизонте современного общества находятся теперь более широкие движения и проблемы, которые, в то время как они должны обязательно вовлечь рабочих, требуют большей перспективы, нежели фабрика, профсоюз, и пролетарская ориентация» .
Синдикалисты думают, что анархистское и профсоюзное движение могут быть объединены, в то время как часть других анархистов не согласны с этим подходом. Синдикалист Эжен Варлен (Eugene Varlin) отстаивая синдикалистские идеи, писал:

«(...) огромное преимущество заставило людей приучится к жизни группами и таким образом подготовило их для более расширенной социальной организации. Это приучает людей не только жить друг с другом и понимать друг друга, но также и организовываться, обсуждать, и рассуждать о коллективистской перспективе». И эти союзы «формируют естественные элементы социальной постройки будущего; именно они могут быть легко преобразованы в ассоциации производителей; именно они могут сделать социальные компоненты и организовать производство» .
Анархо-синдикализм критикуют за то, что он преуменьшил роль важности собственно анархизма, или групп вне рабочего места и федераций, утверждая, что революционный индустриализм и территориальные союзы достаточно самодостаточны. Часть анархо-синдикалистов отрицают потребность в политической организации как таковой, и многие сегодня полагают, что профсоюзная деятельность привела бы к федералистской активности среди свободных рабочих:

«Революционный синдикализм, базирующийся на классовой борьбе, стремится к союзу всех работников ручного и интеллектуального труда в экономических организациях борьбы, борющихся за их эмансипацию от ярма рабства наемного труда и от притеснения государства. Его цель состоит в реорганизации общественной жизни на основе свободного коммунизма, посредством прямого действия революционного рабочего класса. Это предполагает, что одни лишь экономические организации пролетариата способны к пониманию данной цели, и, впоследствии, это обращение адресовано рабочим в роли производителей и создателей социального богатства, против современных политических рабочих партий, которые вообще никогда нельзя рассматривать с точки зрения экономической реорганизации» .

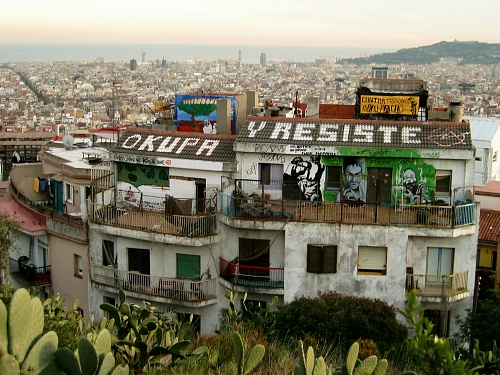
Сквот в Барселоне

Прямое действие, будучи одним из главных основополагающих принципов анархо-синдикализма, согласно его сторонникам распространяется на политическую сферу. Для них рабочие советы — федерация всех рабочих всех отраслей промышленности в географической области:

«территориальный базис взаимосвязи организации, объединил всех рабочих одной области вместе и разжёг солидарность рабочего класса против и вопреки корпоративной солидарности» .
Рудольф Роккер утверждал:

«Организация анархо-синдикализма основывается на принципах федерализма, на свободном объединении снизу вверх, помещая право на самоопределение каждого участника выше всего остального и признавая только органическое соглашение всех на основе тождественности интересов и общих осуждений».
Таким образом, анархо-синдикализм вовсе не аполитичен, но вместо этого объединяет в себе экономическую и политическую деятельность, которые являются составными частями единого целого, подчиняя политические интересы экономическим. И, в отличие от некоторых критиков анархо-синдикалисты предлагают, что анархо-синдикализм отличается от реформистского профсоюзного движения, стремясь полностью уничтожить капитализм:

«[Анархо-синдикализм], имеет двойную цель: с неустанным постоянством он должен преследовать улучшение текущего положения рабочего класса. Однако, не давая себе оказаться поглощенными этими мимолетными интересами, рабочие должны заботиться, чтобы сделать возможным и неизбежным важнейший акт всесторонней эмансипации: экспроприацию капитала».
В то время как коллективистские и коммунистические анархисты критикуют синдикализм за наличие потенциальной возможности того, что из общественной организации окажутся исключены граждане и потребители, не входящие в рабочие союзы, анархо-синдикалисты утверждают, что рабочие советы будут работать и за пределами рабочего места, в пределах всего общества, и будут работать, чтобы создавать и поддерживать учреждения, необходимые в любом обществе, такие как школы, библиотеки, дома, и т. д. Букчин считает, что:

«(...) [в] то же самое время, когда синдикализм проявляет это неослабевающее давление на капитализм, он пытается построить новый общественный строй в рамках старого. Профсоюзы и "рабочие советы" не являются просто средствами борьбы и инструментами социальной революции; они - также та структура, что необходима чтобы построить свободное общество. Рабочие должны быть образованы [их собственной деятельностью в пределах профсоюза] в работе по разрушению старой власти собственников и в задаче перестройки безгосударственного, либертарного общества. Эти две [задачи] идут вместе».

## Организации революционных и анархо-синдикалистов

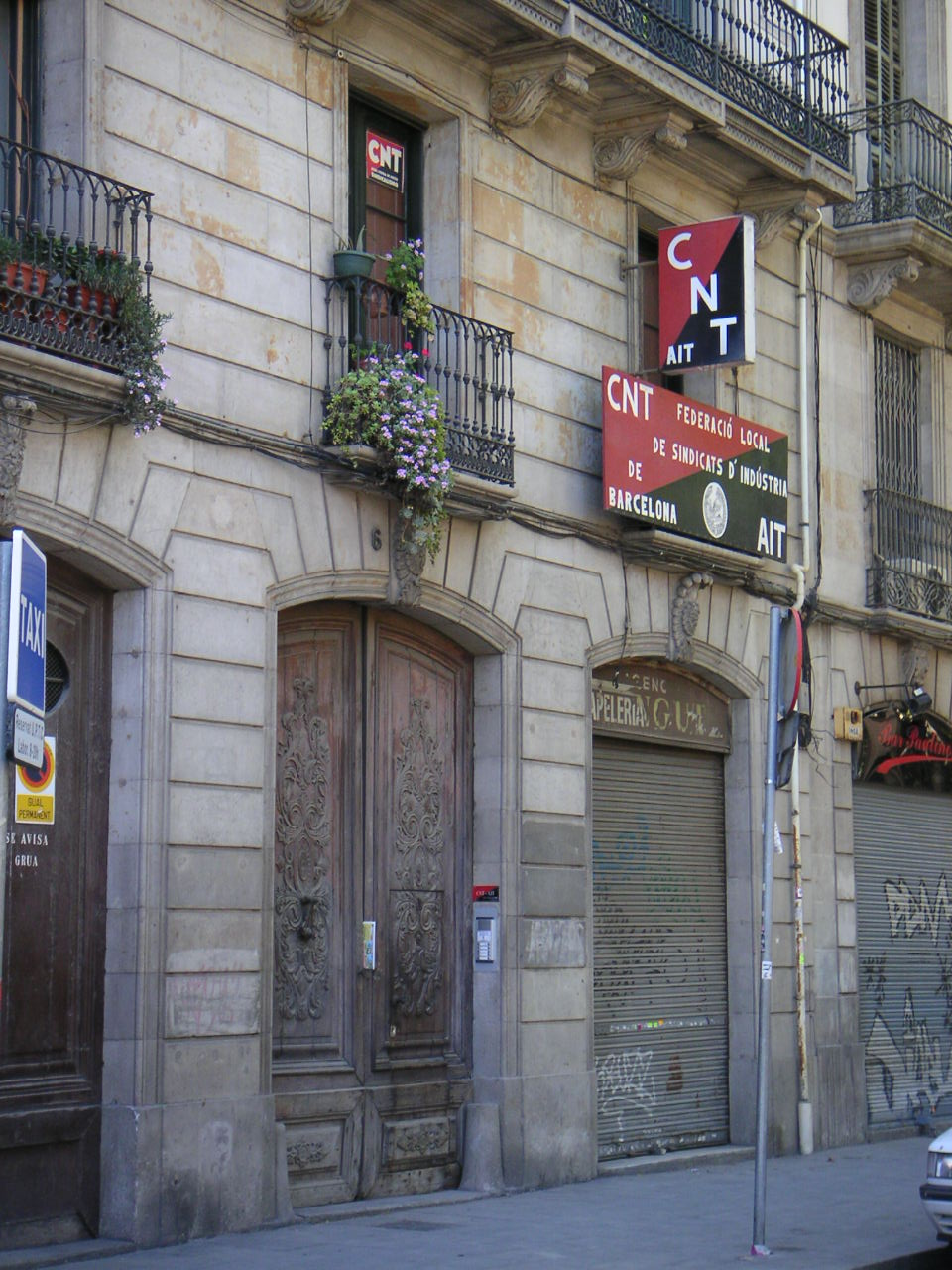
Профсоюзный офис CNT-AIT в Барселоне

- Международный Союз Анархистов (М. С. А.)
- Секретариат Международной Ассоциации Трудящихся (МАТ)
- Индустриальные рабочие мира (ИРМ)
- Аргентина: Аргентинская региональная рабочая федерация (ФОРА)
- Великобритания: Федерация Солидарности Архивная копия от 23 сентября 2020 на Wayback Machine
- Германия: Свободный рабочий союз (ФАУ) Архивная копия от 20 сентября 2020 на Wayback Machine, АСМ
- Испания: Национальная конфедерация труда (НКТ)
- Италия: Итальянский синдикальный союз (УСИ)
- Нигерия: Лига сознания
- Норвегия: Норвежская синдикалистская федерация Архивная копия от 18 августа 2009 на Wayback Machine
- Польша: Рабочая инициатива
- Португалия: Международная Ассоциация Трудящихся — Португальская секция
- Румыния: Анархо-Синдикалистская Инициатива Румынии Архивная копия от 17 ноября 2015 на Wayback Machine.(I.A.S.R.)- Расформировалось 12 октября 2015 года.
- Сербия: Анархо-синдикалистская инициатива
- Словакия: Прямое действие
- Франция: Национальная конфедерация труда (НКТ-МАТ) Архивная копия от 1 июля 2007 на Wayback Machine
- Чехия: Федерация анархистских групп
- Австралия: Анархо-синдикалистская федерация
- Австрия: Свободный рабочий союз Австрии
- Бразилия: Движение за воссоздание Бразильской рабочей конфедерации
- Венесуэла: Комиссия анархистских связей Архивная копия от 26 июля 2009 на Wayback Machine
- Греция: Антиавторитарное Действие
- Испания: Всеобщая Конфедерация Трудящихся (ВКТ) Архивная копия от 5 июня 2009 на Wayback Machine
- Мексика: Мученики Кананеа Архивная копия от 11 декабря 2008 на Wayback Machine, революционно-синдикалистская группа
- США: Альянс рабочей солидарности Архивная копия от 19 апреля 2009 на Wayback Machine
- Франция: Национальная конфедерация труда (НКТ-Ф) Архивная копия от 11 сентября 2020 на Wayback Machine
- Хорватия: Анархо-синдикалистская конфедерация Архивная копия от 10 апреля 2009 на Wayback Machine
- Чили: Анархистский коллектив «Жерминаль»
- Швеция: Шведская анархо-синдикалистская молодёжная федерация Архивная копия от 15 июня 2009 на Wayback Machine
- Швеция: Центральная организация рабочих Швеции (САК)

Анархо-синдикалистские организации в странах бывшего СССР:
- Россия: Конфедерация революционных анархо-синдикалистов (КРАС-МАТ) Архивная копия от 17 марта 2022 на Wayback Machine (Секция Международной ассоциации трудящихся (МАТ) — Анархо-Синдикалистского Интернационала на территории бСССР)
- Россия — Сибирь Межрегиональное объединение профсоюзов России «Сибирская конфедерация труда» (СКТ)  Архивная копия от 15 октября 2014 на Wayback Machine
- Украина: Революционная конфедерация анархо-синдикалистов им. Н. И. Махно

## Периодические издания анархо-синдикалистов на территории СНГ
- Газета «Прямое Действие» и журнал «Либертарная Мысль» — издания Конфедерации революционных анархо-синдикалистов
- Газета «Пряма Дія» — издание украинского студенческого синдикалистского профсоюза «Прямое действие» («Пряма дія»)
- Газета «Голос свободы» — Международный союз анархистов